# Budai Tornacsarnok
Az egykori Budai Tornacsarnok épülete a Krisztinavárosban, a Horváth-kert déli végében, az Attila utca és a Szent János tér találkozásánál állt. 1878-ban épült a Budai Torna Egylet részére. Testnevelési órákat, torna- és táncünnepségeket tartottak benne. 1940 elején kiürítették, 1941-ben lebontották. Helyén ma a horváth-kerti gyermekjátszótér található.
Nem tévesztendő össze a pesti Nemzeti Tornacsarnokkal (Szentkirályi utca 26).

## Története
A Budai Torna Egylet az 1870-es évek végén – Kertlner Gusztáv elnök javaslatára – egyleti célokra egy két szint magasságú tornacsarnok építését határozta el, melyet még ebben az évben felépíttettek. Az egyemeletes Budai Tornacsarnokot Lukse-Fábry Béla tervei alapján 1878-ban építtette Hofhauser Lajos építési vállalkozó, a Krisztinavárosban, a Horváth-kert déli végében, a Szent János térnél. Az épület szobrait Oppenheimer Ignác készítette. Az akkori Attila utca 2. szám alatti álló Tornacsarnokkal szemben 1892-ben felépült a Kerületi Katolikus Királyi Gimnázium (1895-től Kerületi Magyar Királyi Állami Főgimnázium, a mai Petőfi Sándor Gimnázium), melynek oktató testülete és tanulói már 1892-től kezdve használhatták a Tornacsarnok épületét testnevelési órák és ünnepségek céljára. A tornacsarnokban más egyletek is tartottak gyűléseket és bálokat, így pl. 1896. január 18-án a Budai Mentő Egyesület bálját.
1940 februárjában a tornaegyletet kiköltöztették épületből. Átmenetileg itt raktározták a Székesfővárosi Múzeum várostörténeti és képzőművészeti gyűjteményeinek anyagát, amíg a kiscelli kastély múzeummá alakítási munkái be nem fejeződtek. A gyűjtemények költöztetését Devecska Ferenc igazgató irányította, ennek során egy ideig itt tárolták Schmidt Miksa bútorgyűjteményét is. 1941-ben a tornacsarnokot lebontották.
Helyén játszótér létesült. A Szent János teret és környékét a későbbiekben többször is átalakították, a legutóbbi nagyobb szabású rendezés 1964-ben, az új Erzsébet-híd átadásával összefüggésben történt: a Krisztina körútról a Szent János téren át az Attila körútra (a Szarvas tér felé) lekanyarodó villamossíneket megszüntették, az Erzsébet-hídra menő villamos vonalát áthelyezték az Attila körútról a Tabán alatti Árok utcába.

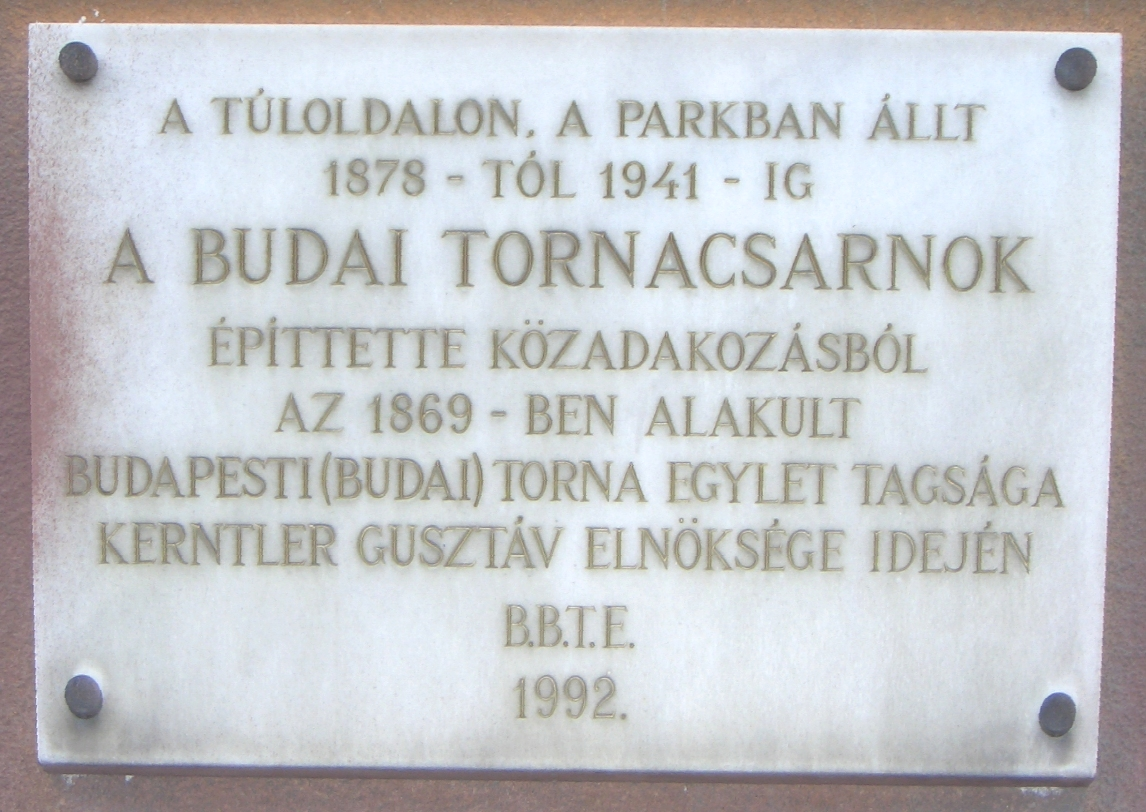
Emléktáblája a gimnázium oldalán (2013)
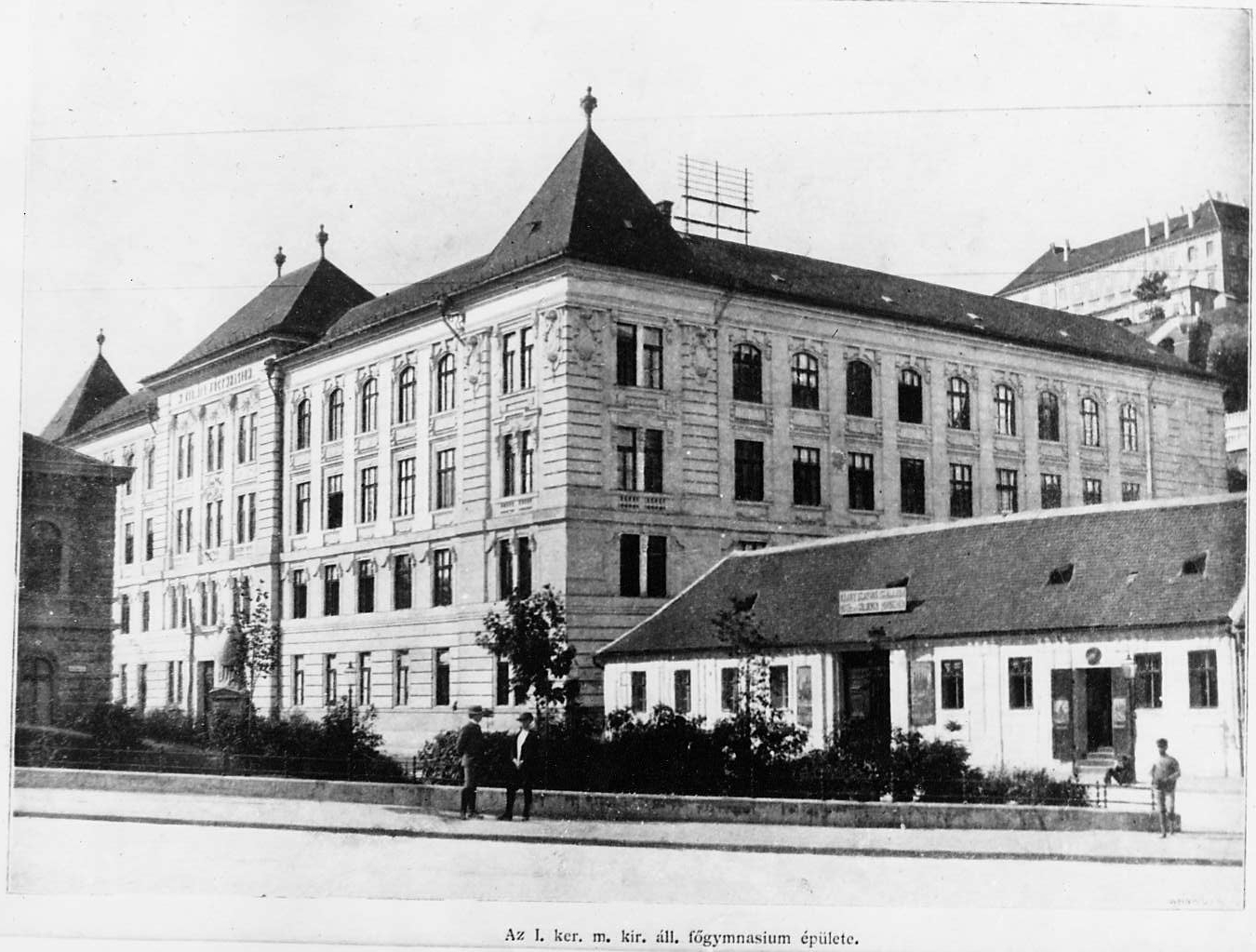
A M. Kir. Állami Főgymnasium. A kép bal szélén a Tornacsarnok sarka (1900 körül)